# Carnobacteriaceae
Famille
Les Carnobacteriaceae sont une famille de bactéries de l'ordre des Lactobacillales.
Carnobacterium, le genre type, est constitué de bactéries lactiques anaéorobies hétérofermentaires, produisant principalement de l'acide L(+)-lactique à partir de glucose. Sept espèces ont été isolées dans la viande emballée et stockée au froid.

## Caractères bactériologiques
La famille des Carnobacteriaceae est composée de bacilles et de coques, à Gram positif
- bacille ou coque
- Gram positif
- ne forme pas d'endospores
- en général, anaérobie facultatif, micro-aérophile
- en général, catalase négatif (absence de l'enzyme catalase capable de décomposer l'eau oxygénée)
- la paroi cellulaire contient les acides diaminés lysine, ornithine et mesodiaminopimilate.

## Liste des genres
La famille des Carnobacteriaceae est actuellement délimitée sur la base d'analyses phylogénétiques de la séquence de l'ARNr 16S.
Selon NCBI (19/5/ 2013) :
- genre Agitococcus
- genre Alkalibacterium
- genre Allofustis
- genre Alloiococcus
- genre Atopobacter
- genre Atopococcus
- genre Atopostipes
- genre Carnobacterium
- genre Desemzia
- genre Dolosigranulum
- genre Granulicatella
- genre Isobaculum
- genre Lacticigenium
- genre Marinilactibacillus
- genre Trichococcus